# Hesse historique
Pour les articles homonymes, voir Hesse.
La Hesse (Hessen en allemand) est une région historique d'Allemagne, comprise entre le Rhin, le Main et la Weser.
Une partie de la Hesse historique forme aujourd'hui le land de Hesse. La Hesse a aussi donné son nom à une maison souveraine, issue elle-même de celle de Thuringe : la maison de Hesse.

## Histoire
Dès le temps de Charlemagne, on trouve des seigneurs ou comtes de Hesse héréditaires, appelés presque tous Werper ou Gison. Edwige de Gudensberg, héritière de Gison IV porta en 1130 ses domaines dans la maison de Thuringe, mais en 1263, ils en furent détachés, avec le titre de landgraviat de Hesse, en faveur de Henri Ier de Hesse.
En 1567, à la mort de Philippe Ier le Magnanime, les landgraves de Hesse se partagèrent en plusieurs branches:
- le landgraviat de Hesse-Cassel, qui deviendra au XIXe siècle l'électorat de Hesse ou Hesse électorale.
- le landgraviat de Hesse-Darmstadt, qui deviendra au XIXe siècle le grand-duché de Hesse. De ce dernier fut détaché en 1596 le landgraviat de Hesse-Hombourg.

En 1866, la Hesse-Cassel et la Hesse-Hombourg, furent annexées à la Prusse pour former, avec Francfort et le duché de Nassau la province de Hesse-Nassau.
En 1871, la Hesse-Darmstadt fut incorporée dans l'Empire allemand.
Après la fin de la Seconde Guerre mondiale, la Hesse fut divisée entre les zones d'occupation américaine et française (la rive gauche du Rhin). Les Français incorporèrent leur portion de Hesse (la Hesse rhénane) au land de Rhénanie-Palatinat, tandis que les Américains formèrent l'« État de Grande-Hesse » (Groß-Hessen) à partir de la Hesse-Darmstadt et de la plus grande partie de l'ancienne province prussienne de Hesse-Nassau. Le 4 décembre 1946, la Grande-Hesse fut renommée « Hesse ».